# Brittany O'Connell
Brittany O'Connell, nascida em 6 de dezembro de 1972 em Panorama City, Califórnia, Estados Unidos, é uma ex-atriz de filmes pornográficos e modelo erótica.

## Primeiros Anos
De ascendência irlandesa, sueca e russa, Brittany nasceu na Califórnia e foi criada em Phoenix, Arizona. Originalmente queria seguir carreira no esporte, tanto na patinação, bem como ginasta. Ela frequentou uma escola particular para garotas e formou-se no colegial, aos 17 anos.

## Carreira
Brittany começou sua carreira na indústria do entretenimento adulto aos 18 anos, como uma dançarina em um clube de striptease. Ela começou a se apresentar em filmes de hardcore explícitos aos 19 anos, em 1992 e aos 25 anos já apareceu em mais de 200 cenas. Além disso, ela continuou a trabalhar como dançarina de clubes na América do Norte, posou para revistas masculinas numerosas, e foi co-autora de uma revista em quadrinhos erótica, publicada pela extinta editora Carnal Comics.
Em 1997, Brittany fundou a produtora Voodoo Daddy F/X com seu colega de filmes adultos Rick O'Shea.Teve um hiato dos filmes no final dos anos 90, mas retornou em 2008.
Brittany foi nomeada para AVN Awards, tanto para melhor cena de sexo oral, quanto para melhor atriz coadjuvante em 2010. Além disso, Brittany foi nomeado para prêmio XRCO de melhor retorno em 2009 e um prêmio XBIZ pelo melhor desempenho feminino do ano em 2010.
IMDB
IAFD
Freeones
Boobpedia